# Devon (atriz)
Devon (nascida com o nome Kristie Marie Lisa em 28 de março de 1977 em Allentown, Pensilvânia) é uma atriz pornográfica americana de origem alemã.

## Biografia
Devon tem uma irmã mais velha e dois irmãos mais novos. Ela sempre foi muito ativa, participando de ginástica e dança de jazz até os 15 anos. Devon graduou-se cedo no Ensino Secundário e trabalhou em uma pizzaria. Foi nesse momento que um amigo de trabalho falou sobre um clube noturno onde ela poderia dançar, o que acabou acontecendo. No clube noturno ela dançou durante uns três anos ao lado de estrelas do pornô.
Em 1999 apareceu na revista Penthouse, na edição de janeiro de 2001. Em 2002 foi premiada pelo AVN como melhor dvd interativo, Sexo com Devon.
Em 1995 foi graduada no Colégio de Saucon Valley em Hellertown, Pensilvânia.
Logo em seguida ela trabalhou como dançarina exótica amadora em Al's Diamond Cabaret em Reading, Pensilvânia, logo depois continua como dançarina de clube por três anos até entrar na indústria pornográfica em 1998.

### Pornografia e carreira
O primeiro trabalho de Devon nos filmes para adultos foi em 1998 na produção New Breed. Ela imediatamente foi contratada pela Vivid Entertainment, uma famosa produtora de filmes pornográficos. Ela também tirou fotos para a revista Stuff e esteve na Penthouse Pet de 2001.
Em 2004, Devon participou do filme Island Fever 3, filmado no Tahiti e Bora Bora.
Em julho de 2005, ela fez uma participação especial na série da HBO Entourage no episódio I Love You Too. No mesmo ano, ela coestrelou na superprodução Pirates e apareceu no Pimp My Ride da MTV.
Em 2006, assinou vários outros contratos com a Shane Words.

## Prêmios
- Penthouse Pet, January 2001
- AVN's "Best Interactive DVD" 2001 (Virtual Sex with Devon)
- Empire "Best Interactive DVD" 2001 (Virtual Sex with Devon)
- AFW "Best Interactive DVD" 2001 (Virtual Sex with Devon)
- AVN's "Best HD Production" 2005 (Island Fever 3)
- Nightmoves "Best Video Award" (Devon Stripped)[1]